# Frøslev (interneringsläger)

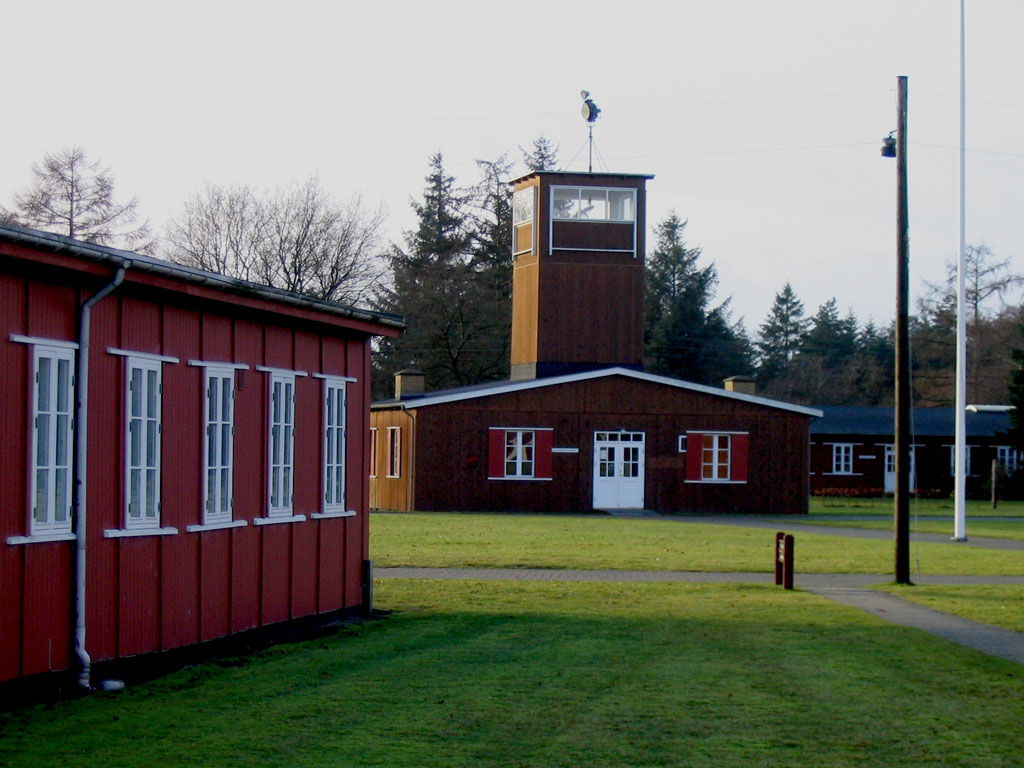
Det centrala vakttornet

Frøslev (danska Frøslevlejren, tyska Polizeigefangenenlager Fröslee) var ett danskt internerings- och arbetsläger, beläget utanför staden Padborg, intill den dansk-tyska gränsen. Efter kriget gick lägret under namnet Faarhuslägret (danska Faarhuslejren), i vilken landsförrädare och medlemmar ur den tyska minoriteten i Danmark som samarbetat med den tyska ockupationsmakten internerades. Därefter övergick lägret till det danska försvarets ägo som kaserner under namnet Padborglägret (danska Padborglejren). Lägret har kallats för ”världens märkligaste koncentrationsläger” då det i stort sett inte förekom någon tortyr, våld, svält eller mord. I gengäld var det många interner som deporterades till tyska koncentrationsläger där förhållandena var mycket värre. Mellan 10 och 12 fångar lyckades fly från lägret. De flesta av fångarna var medlemmar av den danska motståndsrörelsen, kommunister och andra politiska fångar. Lägerområdet är idag ett museum.

## Lägret upprättas
Under Nazitysklands ockupation av Danmark hade de flesta ”mänskliga hot” mot regimen internerats i Horserødlägret utanför Helsingör. Fångarna där, däribland många politiska fångar; främst kommunister och personer som var involverade i motståndsrörelsen, hade internerats av den danska samlingsregeringen på uppmaning från Tyskland. 29 augusti 1943 utlystes undantagstillstånd i Danmark och den danska regeringen avsattes av den tyska ockupationsmakten. Det så kallade Departementschefsstyret infördes, vilken kom att administrera den danska staten fram till självständigheten 5 maj 1945. Som följd av att regeringen hade avsatts deporterades många av Horserøds fångar till tyska koncentrationsläger och tukthus; däribland Stutthof (främst politiska fångar) och Theresienstadt (främst judiska fångar). För att stoppa deportationerna till Tyskland inledde de danska myndigheterna förhandlingar med Riksfullmäktige Werner Best och Utrikesministeriets direktör Nils Svenningsen föreslog att ett nytt interneringsläger skulle upprättas på dansk jord. Best godkände förslaget i mars 1944 och med tyskarna som byggherrar upprättades ett interneringsläger i Frøslev, nära den dansk-tyska gränsen. Att lägret förlades just där var ett krav från tysk sida.
I avtalet mellan de danska myndigheterna och den tyska ockupationsmakten ingick att alla danska medborgare i tyska koncentrationsläger skulle återföras till Danmark. Från tysk sida hade man dock krävt att danska medborgare med judisk bakgrund inte skulle inkluderas i avtalet, vilket blev fallet. Lägret stod färdigt i augusti 1944 och tog emot de första 750 fångarna samma månad. Det var byggt för sammanlagt 1 500 fångar, men med tiden kom denna gräns att överskridas. 

## Lägrets administration och organisation

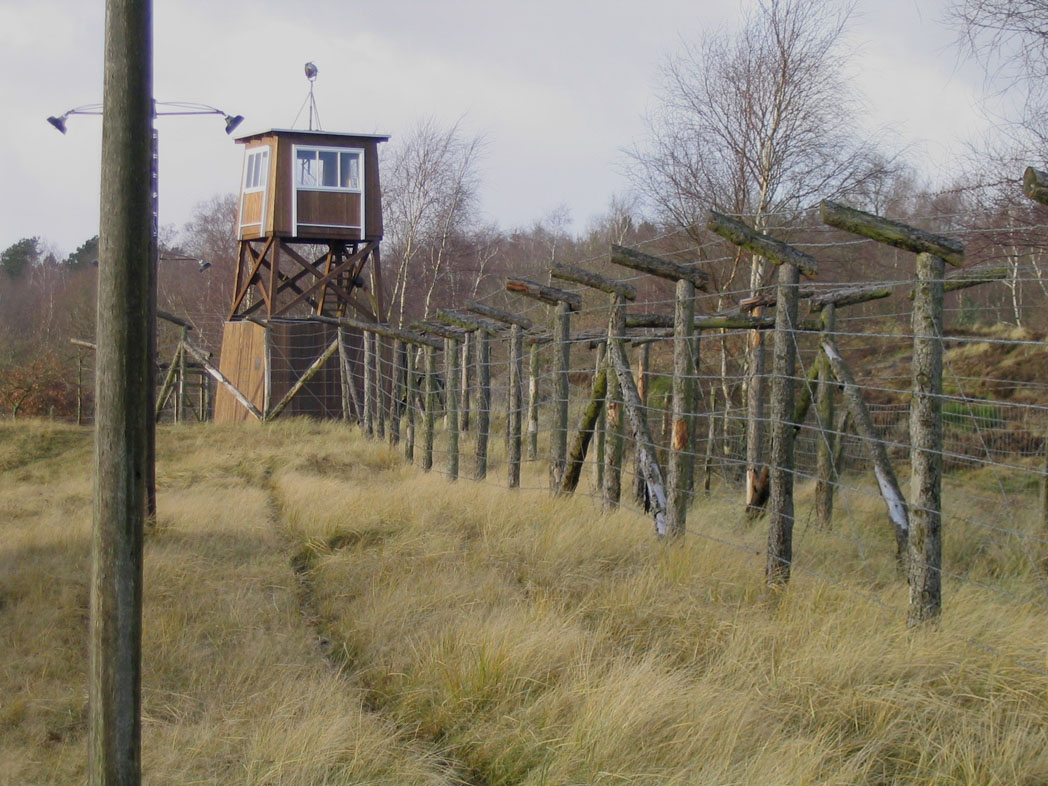
Vakttorn och stängsel

Precis som lägrets tyska namn Polizeigefangenenlager Frøslev antyder så hyste lägret den tyska säkerhetspolisens (Reichssicherheitshauptamt, RSHA) fångar. Lägrets riktlinjer lades således av Gestapos chef i Danmark, SS-Standartenführer und Oberst der Polizei Otto Bovensiepen. Lägrets kommendantskap bestod av en SS-personal på 15 – 20 officerare och ledningen inom själva lägret företogs av Ordnungspolizei (Orpo). Lägrets första kommendant var SS-Sturmbannführer Philipp Hillgärtner (tidigare kommendant för Horserødlägret), vilken avlöstes i december 1944 av SS-Hauptsturmführer Schriever. De tyska kommendanterna utsåg i sin tur en dansk lägerchef som ansvarade för ordningen bland fångarna och som fungerade som en mellanhand till tyskarna. Den första lägerchefen var kapten Roar Ploug, som endast innehade uppdraget fram till september 1944 då han efterträddes av kapten Poul Martin Digmann (senare generalmajor och chef för det danska hemvärnet). Denne innehade uppdraget fram till 5 maj 1945 då den tyska ockupationen upphörde. Lägrets vakter bestod av runt 300 tyska soldater som hade drabbats av en viss svaghet, exempelvis på grund av ålder, och därmed tilldelats lättare vakttjänst.
Lägret var indelat i avdelningar som administrerade olika uppgifter. Det fanns ett lägerkontor med sekretariat som stod för kommunikationerna med den tyska förvaltningen och behandlade ansökningar om besök och postförsändelser. Driftskontoret ansvarade för lägrets lager och förde register över fångarna. Byggnadskontoret ansvarade för ritkontoret och förvaltade material och olika arbetsgrupper. Verkstadskontoret stod för driften av lägrets verkstäder och lägerpolisen och klagoinstansen för det juridiska.
Det som gjorde Frøslev speciellt som interneringsläger i europeiskt hänseende var lägrets danska förvaltning. Tyskarna hade accepterat att det danska fängelseväsendet stod för fångarnas förplägnad, sjukvård och andra förnödenheter. Lägret är känt för att det inte förekom någon svält eller några epidemier bland fångarna och att förekomsten av tortyr, våld, förödmjukelser och mord var liten. Ett av undantagen var fången Preben Pedersen, som utan vidare sköts av en tysk vaktpost i september 1944 då han gick för nära taggtrådsstängslet. De förhållandevis goda villkoren i lägret har givit upphov till att lägret kallas för ”världens märkligaste koncentrationsläger”. Precis som i många andra koncentrationsläger lät tyskarna upprätta ett begränsat självstyre hos fångarna. Skillnaden mot de tyska koncentrationslägren var dock att självstyret i Frøslev inte utvecklades till en destruktiv hierarki bland fångarna. Det anses bero på den goda tillgången på mat (vilket förhindrade en kamp om överlevnad bland fångarna), på homogeniteten bland fångarna (dvs. att de alla var danska, politiska fångar) samt Danmarks särskilda politiska situation i förhållande till det övriga ockuperade Europa.
I varje barack fanns en förman som ansvarade för ordningen. Dessa och kontorsledarna möttes dagligen tillsammans med lägerchefen för att dryfta olika frågor samt för att motta order och förordningar från den tyska förvaltningen. Dessa möten hade inga beslutande befogenheter utan var endast rådgivande. Det var lägerchefen ensam som stod för besluten. Fångarnas självstyre och den danska lägerledningen skapade en viss distans mellan lägret och den tyska förvaltningen.

## Det brutna löftet
Tyskarna bröt hastigt sitt löfte om att låta deportationerna av danska medborgare upphöra. Redan 15 september 1944 deporteras 196 fångar till koncentrationslägret Neuengamme utanför Hamburg, varav 3 av dessa sändes vidare till koncentrationslägrets Ravensbrück. Endast hälften av dessa återvände levande till Danmark efter kriget. Detta gav upphov till protester och strejker i hela Danmark, med början hos järnvägspersonalen på orterna Padborg och Kruså i närheten av lägret. Danmarks Frihedsråd, som samordnade den danska motståndsrörelsen, stod för proklameringen av en landsomfattande strejk 16 september 1944 som varade till den 18:e i samma månad kl. 12.00. Dagen efter sattes den danska polisen och gränspolisen, Grænsegendarmeriet, ur spel av tyskarna. 1 700 anställda inom polisen deporterades med skepp från Köpenhamn till Tyskland och under de därpå följande dagarna internerades c:a 300 poliser från Fyn och Jylland i Frøslev. Dessa deporterades senare till koncentrationsläger i Tyskland.
Nedanstående tabell räknar alla deportationer av fångar från Frøslevlägret. Omkring 225 av de deporterade (av totalt c:a 1 600) från lägret omkom i eller som följd av tysk fångenskap.
| Datum             | Antal deporterade                      | Koncentrationsläger                                        |
| ----------------- | -------------------------------------- | ---------------------------------------------------------- |
| 15 september 1944 | 196 personer                           | Neuengamme (varav 3 kvinnor sänds vidare till Ravensbrück) |
| 25 september 1944 | 288 personer (poliser)                 | Buchenwald och andra läger                                 |
| 5 oktober 1944    | 190 personer (varav c:a 141 gendarmer) | Neuengamme                                                 |
| 20 oktober 1944   | 196 personer                           | Neuengamme                                                 |
| 21 november 1944  | 3 personer                             | ?                                                          |
| 29 november 1944  | 118 personer                           | Neuengamme                                                 |
| 14 december 1944  | 11 personer                            | Ravensbrück                                                |
| 21 december 1944  | 112 personer                           | Neuengamme                                                 |
| 12 januari 1945   | 226 personer                           | Neuengamme                                                 |
| 19 januari 1945   | 6 personer                             | Neuengamme                                                 |
| 16 februari 1945  | 252 personer                           | Dachau                                                     |
| 13 mars 1945      | 8 personer                             | Neuengamme                                                 |
| 20 mars 1945      | 5 personer                             | Neuengamme                                                 |
| Summa:            | 1 611 personer                         |                                                            |

## Krigsslutet
Vid krigsslutet försökte den svenske greven Folke Bernadotte, som ledare av Röda Korset, att sammanföra alla skandinaviska koncentrationslägerfångar och transportera dem tillbaka till sina respektive hemländer. Samtidigt förhandlade de danska myndigheterna med tyskarna om att låta danskar i tysk fångenskap få återvända till Danmark. Dessa försök gav resultat och i mars och april 1945 transporterades omkring 10 000 danska och norska fångar hem från Tyskland. Många av dem kom att uppehålla sig tillfälligt i Frøslev innan de fortsatte sina resor, bland dem var några av de danska poliser som deporterades i september 1944. Detta är en del av förklaringen till att antalet interner kraftigt översteg kapaciteten på maximalt 1 500. I mars 1945 uppehöll sig omkring 3 000 personer i lägret och i april samma år c:a 5 500. Efter krigsslutet hade totalt c:a 12 000 personer uppehållit sig i lägret sedan augusti 1944.

### Faarhus- och Padborglägren
Direkt efter den tyska kapitulationen 5 maj 1945 tömdes Frøslev på fångar. Lägret skulle inte längre hysa regimkritiker utan så kallade landssvikare (ex. Frits Clausen) som straffades under de rättsliga uppgörelserna efter kriget för att ha samarbetat med den tyska ockupationsmakten (danska Retsopgøren). I och med detta ändrades lägrets namn formellt till Faarhuslägret (danska Faarhuslejren) och sattes först under motståndsrörelsens och Frøslevs danska förvaltnings kommando; för att därefter överlåta administrationen till den danska staten. Mycket av den struktur och organisation som fanns i Frøslev bevarades under perioden mars – augusti 1945. Lägret var den största straffanstalten av sitt slag i Danmark. Många av internerna var män från den tyska minoriteten i Nordslesvig (c:a 25 % av alla interner), varav de flesta dömdes för tysk krigstjänst i Waffen-SS eller för att ha varit aktiva i så kallade frikorps; däribland Frikorps Danmark, som såg som sin uppgift att bekämpa kommunismen genom att bistå tyskarna på östfronten.
Lägret har givit namn åt den så kallade ”Faarhusmentaliteten”, i vilken känslan av att vara orättvist behandlad är av störst betydelse.
Faarhuslägret avvecklades i november 1949 då de flesta av landssvikarna hade avtjänat sina straff. Samtidigt upprättades Padborglägret i samma läger, och barackerna gjordes om till kaserner för den danska härens räkning. Lägret övertogs av det danska civilförsvaret 1968 och användes som lagerområde för beredskapsmateriel till sjukvården. Denna verksamhet upphörde 1975.

## Frøslevlägret idag

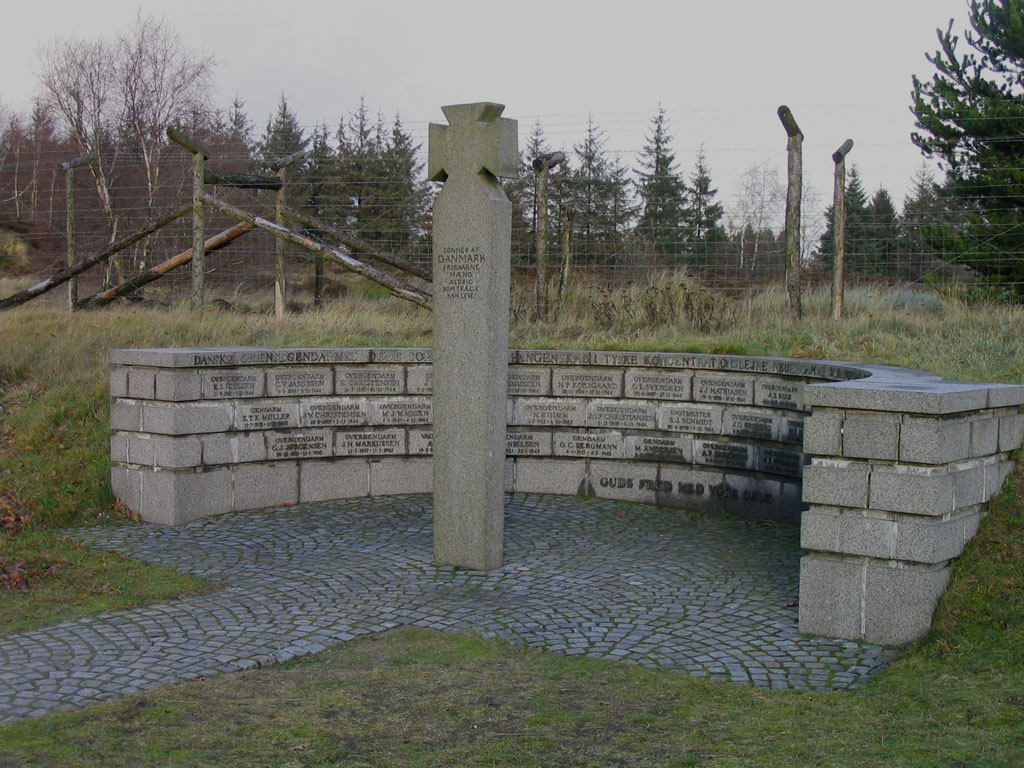
Minnesmärke i Frøslev

Lägerområdet har flera olika ägare: marken i och omkring lägret ägs av Miljöministeriet, Frøslevlejrens Museum ägs av Kulturministeriet och Den Selvejende Institution Frøslevlejren, som ägdes av Bov kommun och det tidigare Sønderjyllands amt (numera Region Syddanmark) har rättigheter att benytta området. Under senare årtionden har man försökt att återskapa området till dess ursprungliga utseende och den minnespark som har upprättats under 2000-talet har som syfte att framhäva lägrets historia 1944 – 1945.
Frøslevlejrens Museum, som innefattar delar av lägret, ägs av Danmarks Nationalmuseum. Idag finns dessutom flera organisationer som bedriver verksamhet på området: Internatskolan Frøslevlejrens Efterskole, en naturskola, samt flera museer.